# Innerer Unterspreewald
Das Naturschutzgebiet Innerer Unterspreewald liegt auf dem Gebiet des Landkreises Dahme-Spreewald in Brandenburg. 
Das 2231,33 ha große Naturschutzgebiet, das mit Verordnung vom 12. September 1990 unter Naturschutz gestellt wurde, erstreckt sich zwischen Neuendorf am See (niedersorbisch Nowa Wjas pśi jazoru) im Nordosten und Hartmannsdorf (niedersorbisch Hartmanojce) im Südosten. 
Im nördlichen Teil wird das Gebiet von der Spree durchflossen, südlich davon bildet die Spree weitgehend die östliche Grenze.